# Prokurator Międzynarodowego Trybunału Karnego dla Rwandy
Prokurator Międzynarodowego Trybunału Karnego dla Rwandy, właśc. Biuro Prokuratora (ang. Office of the Prosecutor) - jeden z trzech organów Międzynarodowego Trybunału Karnego dla Rwandy, pełniący funkcje śledcze i oskarżycielskie.
Biurem Prokuratora kieruje główny prokurator (ang. Chief Prosecutor), a jego zastępcą jest wiceprokurator (ang. Deputy Prosecutor). Główny prokurator jest mianowany przez Radę Bezpieczeństwa Organizacji Narodów Zjednoczonych na wniosek sekretarza generalnego ONZ na czteroletnią kadencję z możliwością powtórnego wyboru.
Biuro Prokuratora jest podzielone na dwa wydziały. Wydział Śledztw (ang. Investigation Section) jest odpowiedzialny za postępowanie przygotowawcze. Wydział Oskarżeń (ang. Prosecution Section) wnosi i popiera przed izbami Trybunału oskarżenie.
Siedzibą Biura prokuratora jest w siedziba Trybunału w Aruszy (Tanzania).
Obecnie głównym prokuratorem jest Gambijczyk Hassan Bubacar Jallow, który zastąpił w 2003 na tym stanowisku Szwajcarkę Carlę Del Ponte.